# Otto Reuchlin
Jhr. Otto Reuchlin (Rotterdam, 18 juni 1842 – aldaar, 15 november 1924) was een Nederlands ondernemer.

## Levensloop
Otto Reuchlin werd op 18 juni 1842 te Rotterdam geboren in een ondernemersfamilie van Zwitserse afkomst. In de voetsporen van zijn vader werd Reuchlin al op jonge leeftijd koopman. Aanvankelijk handelde hij in meststoffen, en later ook in wijn. In 1871 richtte hij samen met Antoine Plate het bedrijf Plate, Reuchlin & Co op, dat later de Nederlandsch-Amerikaansche Stoomvaart-Maatschappij (NASM) en daarna de Holland-Amerika Lijn (HAL) werd, waarvan hij tot 1919 ook directeur was.
Zijn eerste huwelijk was met Carolina Helena Schumacher (geb. 1849 te Rotterdam), zij trouwden op 27 april 1871 te Kralingen, met wie hij vier kinderen kreeg. Zij overleed op 48-jarige leeftijd, waarna hij trouwde met haar zus. Zijn oudste zoon Maarten Reuchlin, werd vice-consul van Argentinië en net als zijn vader lid van de directie bij de Holland-Amerika Lijn. Zijn tweede zoon (Johan George) was aan boord van de Titanic, toen deze op 15 april 1912 zonk. Hij was een van de drie Nederlanders die omkwamen bij die ramp.
Otto Reuchlin werd in zijn tijd beschouwd als een belangrijk en groot ondernemer. Dat Reuchlin statuur had, bleek uit het feit dat hij in 1891 tot een van de leden werd benoemd van de "Nederlandsche Hoofdcommissie ter viering van het vierde Eeuwfeest van Christoffel Columbus", een erebaantje waar ook de toenmalige minister van Staat (mr. F.J.J. van Eijsinga) en architect Pierre Cuypers mee bekleed waren.

## Holland-Amerika Lijn
Samen Antoine Plate richtte hij in 1871 het bedrijf Plate, Reuchlin & Co op. Dit bedrijf werd in 1873 omgezet in de Nederlandsch-Amerikaansche Stoomvaart-Maatschappij, dat later bekend zou worden als de Holland-Amerika Lijn (HAL).
De onderneming werd een groot succes. Grote aantallen emigranten uit Europa werden vanuit Rotterdam door de Holland-Amerika Lijn vervoerd naar het land van hun dromen. Toch kende ook de HAL tegenslagen. Zo had in 1895 de scheepvaart overal ter wereld te maken met een crisis, en ook de N.A.S.M. (of HAL) bleef niet gespaard. De zaken gingen slecht, en er viel op dat moment geen winst te behalen met de vaart op Noord-Amerika. Reuchlin overwoog zelfs om stoomschepen die stil en werkloos in de haven lagen van de hand te doen.
In 1898 werd het 25-jarig jubileum van de HAL gevierd. Reuchlin kreeg hierbij een gedenkpenning met zijn beeltenis. Mede-oprichter Antoine Plate had de onderneming toen al verlaten.
Otto trok zich in 1919 terug uit de directie, na 46 jaren directeurschap. Aangezien zijn zoon Maarten hem opvolgde, bleef hij nog wel betrokken bij het bedrijf. In 1924 overleed hij.

## Onderscheidingen
In januari 1890 werd Otto Reuchlin geëerd met de hoogste en belangrijkste Franse nationale onderscheiding (hoewel niet de hoogste rang binnen die orde): ridder van het Legioen van Eer. In Nederland werd hij gedecoreerd als ridder in de Orde van de Nederlandse Leeuw.

## Trivia
- In Rotterdam is een straat op de Wilhelminapier naar hem vernoemd, de Otto Reuchlinweg.